# George Calvert
George Calvert, 1.º Barão Baltimore (Kiplin, Yorkshire, 1579 – Lincoln's Inn Fields, 15 de abril de 1632) foi um político e colonizador inglês. Alcançou sucesso político interno como membro do Parlamento e depois como Secretário de Estado no reinado de Jaime I. Perdeu muito de seu poder político após dar seu apoio a uma fracassada aliança matrimonial entre o príncipe Carlos e a família real espanhola da Casa de Habsburgo. Em vez de continuar na política, renunciou a todos os seus cargos políticos em 1625, exceto o de membro do Conselho Privado e declarou publicamente seu catolicismo. Recebeu o título de Barão Baltimore no Pariato da Irlanda após sua renúncia. A Mansão Baltimore ficava localizada no Condado de Longford, na Irlanda.
Calvert se interessou pela Colonização britânica da América, a princípio por razões comerciais e depois para criar um refúgio para católicos ingleses perseguidos. Ele se tornou o proprietário de Avalon, o primeiro assentamento inglês sustentado na península do sudeste da ilha da Terra Nova (na costa leste do atual Canadá). Desencorajado pelo seu clima frio e às vezes inóspito e pelos sofrimentos dos colonos, ele procurou um local mais adequado em direção ao sul e foi atrás de uma nova permissão real para colonizar a região, no que se tornaria o estado americano de Maryland. Calvert morreu cinco semanas antes da nova permissão ser concedida, deixando o assentamento da colônia de Maryland para seu filho Cecil (1605–1675). Seu segundo filho Leonard Calvert (1606–1647) foi o primeiro governador colonial da Província de Maryland.

## Família e juventude

Brasão de George Calvert

Pouco se sabe sobre a ascendência do ramo de Yorkshire dos Calverts. Na cerimônia em que George Calvert recebeu o título de Barão Baltimore, alegou-se que sua família veio originalmente da Flandres (uma região de língua holandesa hoje do outro lado do canal da Mancha na atual Bélgica). O pai de Calvert, Leonard, era um cavalheiro de província que alcançou alguma proeminência como locatário do Lorde Wharton, e ficou rico o bastante para se casar com uma "fidalga" de linha nobre, Alicia ou Alice Crossland (ou às vezes escrito: "Crosland"). Ele criou sua família na propriedade mais tarde chamada de Kiplin Hall, perto de Catterick, em Yorkshire. George Calvert nasceu em Kiplin no final de 1579. Sua mãe Alicia/Alice morreu em 28 de novembro de 1587, quando ele tinha oito anos de idade. Seu pai então se casou com Grace Crossland (às vezes escrito: "Crosland"), prima de Alicia.
Em 1569, Thomas Gargrave descreveu Richmond como um território onde todos os cavalheiros eram "maus em religião", significando que era uma área habitada predominantemente por católicos; parece que Leonard Calvert não era exceção. Durante o reinado de Isabel I, dando continuidade às mudanças realizadas no início do século por seu pai, o rei Henrique VIII, que fez do monarca a autoridade suprema da Igreja Cristã na Inglaterra, continuando a Reforma Protestante do continente europeu, com a política, separação espiritual e temporal da Igreja Católica Romana e do Papa/Papado em Roma, o Governo Real exerceu autoridade sobre as questões da fé, práticas religiosas e da Igreja. As leis, obrigando a uniformidade religiosa obrigatória, foram promulgadas pelo Parlamento e aplicadas através de leis penais. Os Atos de Supremacia e o Ato da Uniformidade de 1559 também incluíam um juramento de fidelidade à rainha e uma negação implícita da autoridade papal (então Papa Paulo IV) sobre a Igreja da Inglaterra. Este juramento era exigido de qualquer pessoa que desejasse ocupar altos cargos, frequentar a universidade ou aproveitar as oportunidades controladas pelo Estado (rei/reino).
A família Calvert sofreu com a opressão das leis religiosas da era elisabetana. Desde o ano do nascimento de George em diante, seu pai, Leonard Calvert, foi submetido a repetidas hostilidades pelas autoridades de Yorkshire, que em 1580 forçaram uma promessa de conformidade dele, obrigando sua participação nos serviços da Igreja da Inglaterra. Em 1592, quando George tinha doze anos de idade, as autoridades denunciaram um de seus tutores por ensinar através de "uma cartilha papista" e instruíram Leonard e Grace a enviarem George e seu irmão Christopher a um tutor protestante e, se necessário, apresentar as crianças a uma comissão "uma vez por mês para ver como eles se aperfeiçoam na aprendizagem". Como consequência, os meninos foram enviados para um tutor protestante chamado Fowberry em Bilton. Leonard Calvert teve que dar uma "obrigação de conformidade"; ele era proibido de empregar qualquer servidor católico e forçado a comprar uma Bíblia em inglês, que deveria "ficar aberta em sua casa para todo mundo ler".
Em 1593, os registros mostram que Grace Calvert estava comprometida com a custódia de um pursuivant, um oficial responsável por identificar e perseguir católicos, e em 1604 foi descrita como a "esposa de Leonard Calvert de Kipling, não comunicante na última Páscoa".
George Calvert foi para o Trinity College na Universidade de Oxford, matriculando-se em 1593/1594, onde estudou línguas estrangeiras e recebeu um diploma de bacharel em 1597. Como o juramento de lealdade era compulsório depois dos dezesseis anos, é quase que certo que ele prometeu conformidade enquanto esteve em Oxford. O mesmo padrão de conformidade, fingido ou sincero, teve continuidade no início da vida de Calvert. Depois de Oxford, mudou-se em 1598 para Londres, onde estudou direito municipal na Lincoln's Inn por três anos.

## Casamento e família
Em novembro de 1604 ele se casou com Anne Mynne (ou Mayne) em uma cerimônia protestante da Igreja da Inglaterra em St. Peter's, Cornhill, onde seu endereço estava registrado como St Martin in the Fields. Seus filhos, incluindo seu filho mais velho e herdeiro Cecil, que nasceu no inverno de 1605-1606, foram todos batizados como cristãos protestantes. Quando Anne morreu em 8 de agosto de 1622, foi sepultada na igreja paroquial protestante de St Martin-in-the-Fields.
Calvert teve um total de treze filhos: Cecil, que sucedeu seu pai como 2.º Barão Baltimore, Leonard, Anne, Mary, Dorothy, Elizabeth, Grace, Francis, George, Helen, Henry, John, e Philip.

## Sucesso político
Calvert deu a seu primogênito o nome de "Cecil" (1605-1675) para homenagear Robert Cecil, 1.º Conde de Salisbury (1563-1612), espião da rainha Isabel I, a quem Calvert conhecera durante uma longa viagem à Europa entre 1601 e 1603, após o que ficou conhecido como um especialista em relações exteriores. Calvert levou uma encomenda de Paris para Robert Cecil, e assim entrou para o serviço do principal articulador da sucessão do rei Jaime VI da Escócia ao trono inglês em 1603 (quando ele também assumiu o título de rei Jaime I da Inglaterra).
O Rei Jaime recompensou Robert Cecil, com os cargos de Conselheiro Privado e de Secretário de Estado, com a concessão do título de Conde de Salisbury em 1605 e Lorde Grão-Tesoureiro em 1608, tornando-o o homem mais poderoso da corte real. Quando Cecil ascendeu no governo, Calvert foi junto com ele. O conhecimento de línguas estrangeiras, a formação jurídica e a discrição de Calvert tornaram-no um inestimável auxiliar para Robert Cecil, que por não apreciar católicos, parece ter aceitado a conformidade de Calvert como inquestionável. Trabalhando no centro da política da corte, Calvert explorou sua influência vendendo favores, uma prática aceita para os tempos. Calvert acumulou vários pequenos cargos, honrarias e sinecuras. Em agosto de 1605, esteve presente em uma reunião com o rei em Oxford e recebeu um diploma de mestre honorário em Humanidades em uma elaborada cerimônia na qual o duque de Lennox (Ludovic Stewart), os condes de Oxford e Northumberland e Robert Cecil receberam diplomas. Dado o prestígio dos outros diplomados, Calvert foi o último a ser premiado, mas sua presença em tais companhias sinalizou sua crescente valorização.
Em 1606, o rei fez de Calvert "funcionário da Coroa" e "membro do tribunal criminal em Connaught", Condado de Clare, na Irlanda, sua primeira nomeação real. Em 1609, Jaime nomeou-o "escrivão do Sinete", cargo que exigia a preparação de documentos para a assinatura real e que levou Calvert a um contato próximo com o rei. Calvert também serviu no Primeiro Parlamento de Jaime como representante do bairro de Bossiney, no condado da Cornualha, instalado lá por Robert Cecil para apoiar suas políticas. Em 1610, Calvert foi nomeado "funcionário do Conselho Privado". Cada uma dessas posições exigiria um juramento de lealdade.
Com o apoio de Robert Cecil, George Calvert assumiu o cargo de conselheiro e defensor do rei Jaime. Em 1610 e 1611, Calvert realizou missões no continente em nome do rei, visitando uma série de embaixadas em Paris, na Holanda e no Ducado de Cleves, e atuando como embaixador na corte real francesa durante a coroação do rei Luís XIII (1601–1643) em 1610. Um correspondente da França relatou que Calvert deu "a todos grande contentamento com suas discretas conversas". Em 1615, Jaime o enviou para o continental Eleitorado do Palatinado (Alemanha) no Sacro Império Romano-Germânico, cujo empobrecido eleitor Frederico V, Eleitor Palatino (1596–1632), tinha se casado com a filha de Jaime, Isabel da Boêmia (1596–1662), em 1613. Calvert transmitiu a Isabel a desaprovação de seu pai pelo fato de ela, por falta de dinheiro, ter se desfeito de jóias caras em pagamento pelos serviços prestados por uma dama de companhia. A decisão do eleitor Frederico em 1619 de aceitar o trono da Boêmia desencadeou uma guerra com a poderosa vizinha Monarquia de Habsburgo, a sudoeste, em Viena, que Jaime tentou pôr fim através de uma proposta de aliança com o Reino da Espanha.
Em 1611, Jaime designou Calvert para pesquisar e transcrever seu tratado contra o teólogo protestante neerlandês Conrad Vorstius (1569-1622). No ano seguinte, Cecil morreu e Calvert atuou como um dos quatro executores de seu testamento. O favorito do rei, Robert Carr, 1.º Conde de Somerset (1587-1645), Visconde Rochester, assumiu as funções de secretário de Estado e recrutou Calvert para ajudar na política externa, em particular na correspondência em latim e em espanhol. Carr, contudo não teve bom desempenho em suas tarefas, e caiu em desgraça em parte como consequência do assassinato de Thomas Overbury (1581-1613), no qual Frances (1590–1632), ex-Condessa de Essex e esposa de Carr, se declarou culpada em 1615. O posto de Carr, principal favorito de Jaime, foi então ocupado pelo belo Jorge Villiers, 1.º Duque de Buckingham (1592–1628), por quem se dizia que Jaime estava apaixonado

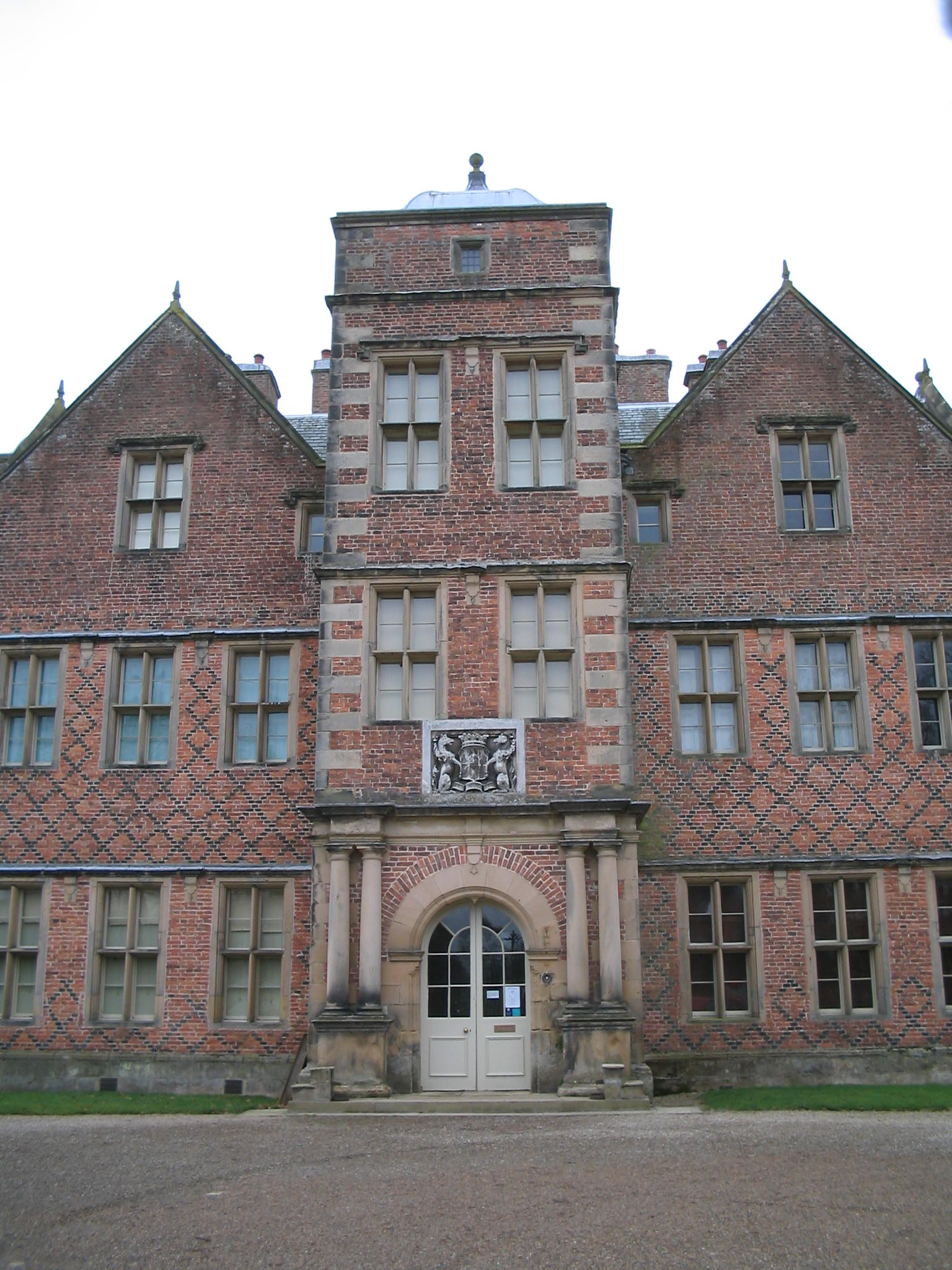
Kiplin Hall, residência de George Calvert, 1.º Barão Baltimore (1579–1632) na década de 1620

Em 1613, o rei encarregou Calvert de investigar as queixas católicas na Irlanda, juntamente com Humphrey Winch (1555–1625), Charles Cornwallis (?–1629) e Roger Wilbraham (1553–1616). A comissão passou quase quatro meses na Irlanda, e seu relatório final, parcialmente redigido por Calvert, concluiu que a conformidade religiosa deveria ser reforçada na Irlanda, as escolas católicas deveriam ser suprimidas e os maus padres removidos e punidos. O rei resolveu não reunir o Parlamento da Irlanda até que os católicos "fossem melhor disciplinados". Em 1616, Jaime doou a Calvert a mansão de Danby Wiske, em Yorkshire. Isto o colocou em contato com Thomas Wentworth, 1.º Conde de Strafford (1593–1641), que se tornou seu melhor amigo e aliado político. Calvert agora estava rico o suficiente para comprar a propriedade de Kiplin Hall em sua paróquia natal. (Hoje, a Universidade de Maryland opera um centro de pesquisa lá, enquanto que o prédio principal é um museu-casa pertencente a Kiplin Hall Trust.) Em 1617 seu nível social recebeu um novo impulso quando recebeu o título de cavalheiro, tornando-se Sir George Calvert.
Em 1619, Calvert concluiu sua ascensão ao poder quando Jaime o nomeou como um dos dois principais secretários de Estado. Logo após a demissão de Thomas Lake (1567-1630) devido a escândalos, incluindo as indiscrições de sua esposa com segredos de Estado. Não aparecendo como candidato até o final do processo de seleção, a nomeação de Calvert o surpreendeu e à maioria dos observadores. Supondo ele que devia sua promoção ao cada vez mais poderoso favorito do rei, Jorge Villiers (1592-1628) (mais tarde 1.º Duque de Buckingham), ele lhe enviou uma grande joia como um sinal de agradecimento. Villiers devolveu-a, dizendo que não teve nada a ver com o assunto. A fortuna pessoal de Calvert foi reforçada quando ele foi adicionalmente indicado como "comissário do tesouro" com uma pensão de 1 000 libras esterlinas e um subsídio sobre a seda crua importada, que mais tarde seria convertida em outra pensão de 1.000 libras.

## Secretário de Estado

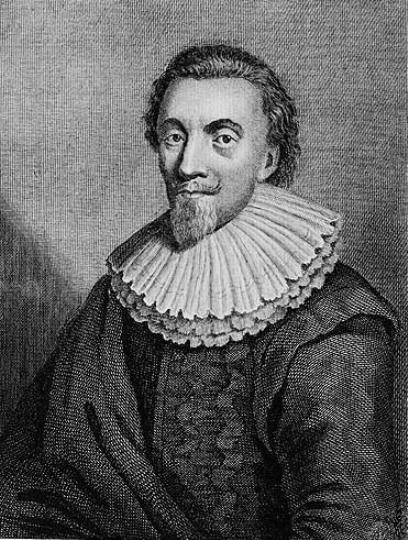
Representação de Sir George Calvert, 1.º Barão e Lorde Baltimore (1579–1632), c. 1620

No Parlamento, uma crise política desenvolveu-se sobre a política do rei de procurar uma esposa espanhola para Carlos, Príncipe de Gales, como parte de uma aliança proposta com os Habsburgos. No parlamento de 1621, coube a Calvert advogar a favor da "Liga Espanhola", como veio a ser chamada, contra a maioria do Parlamento, que temia um aumento da influência católica no Estado. Como resultado de sua postura pró-espanhola e defesa do relaxamentos das leis penais contra os católicos, Calvert se afastou de muitos na Câmara dos Comuns, que desconfiavam de sua estreita familiaridade com a corte do embaixador espanhol. Calvert também enfrentou dificuldades em sua vida privada: a morte de sua esposa em 8 de agosto de 1622 deixou-o sozinho para criar os dez filhos, o mais velho dos quais, Cecil, tinha dezesseis anos de idade.
O rei Jaime recompensou Calvert em 1623 por sua lealdade ao conceder-lhe uma propriedade de 930 hectares no Condado de Longford, na província irlandesa de Leinster, onde sua sede era conhecida como a "Mansão de Baltimore". Calvert estava cada vez mais isolado dos círculos da corte, enquanto que o Príncipe de Gales (herdeiro do trono) e Jorge Villiers tiravam o controle da política do velho Jaime. Sem consultar o diplomata astuto Calvert, o príncipe e o duque viajaram para a Espanha para negociar por conta própria o casamento espanhol, com consequências desastrosas. Em vez de garantir uma aliança, a visita provocou uma hostilidade entre as duas cortes, que rapidamente levou à guerra. Em uma reversão da política, Buckingham rejeitou os tratados com a Espanha, convocou um conselho de guerra e procurou um casamento francês para o Príncipe de Gales.

## Renúncia e conversão ao catolicismo
Como principal porta-voz parlamentar de uma política abandonada, Calvert já não servia a um propósito útil à Corte Real inglesa e, em fevereiro de 1624, suas funções restringiam-se a acalmar o embaixador espanhol. O grau de sua desaprovação foi mostrado quando ele foi repreendido por supostamente atrasar as cartas diplomáticas. Calvert curvou-se ao inevitável. Sob o pretexto de problemas de saúde, ele iniciou negociações para a venda de sua posição, finalmente renunciando ao secretariado em fevereiro de 1625.
Nenhuma desgraça foi atribuída à saída de Calvert do cargo: o rei, a quem ele sempre havia permanecido pessoalmente leal, confirmou seu lugar no Conselho Privado e nomeou-o Barão Baltimore, no Condado de Longford, em Leinster, Irlanda central. Imediatamente após Calvert renunciar, ele se converteu ao catolicismo romano.
A conexão entre a renúncia de Calvert e sua conversão ao catolicismo era complexa. George Cottington, um ex-funcionário de Calvert, sugeriu em 1628, que a conversão de Calvert estava em andamento há muito tempo antes de ser tornada pública. George Abbot (1562–1633), o Arcebispo da Cantuária (e chefe eclesiástico da independente Igreja da Inglaterra), relatou que a oposição política a Calvert, combinada com a perda do cargo, "o deixara descontente e, como diz o ditado, "Desperatio facit monachum", de modo que aparentemente ele virou papista, o que agora professa, sendo esta a terceira vez que ele segue esse caminho [sic]". Godfrey Goodman, bispo de Gloucester, mais tarde afirmou que Calvert sempre foi um católico secreto ("infinitamente viciado na fé católica"), o que explica seu apoio a políticas lenientes para com os católicos e para com a aliança espanhola.
Ninguém questionou a conformidade de Calvert na época, e se ele fosse secretamente católico, ele escondeu isto muito bem. Parece mais provável que Calvert tenha se convertido no final de 1624. Na época, Simon Stock, um padre Carmelita Descalço, relatou à Congregação Propaganda Fide em Roma, em 15 de novembro, que havia convertido dois conselheiros privados ao catolicismo, um dos quais os historiadores estão certos de que era Calvert. Calvert, que provavelmente conhecera Stock na embaixada espanhola em Londres, mais tarde trabalhou com o padre em um plano para uma missão católica em sua nova primeira Colônia da Terra Nova (no atual Canadá).
Quando o rei Jaime I morreu em março de 1625, seu sucessor, Carlos I, manteve o baronato de Calvert, mas não seu lugar anterior no Conselho Privado. Calvert então voltou sua atenção para suas propriedades irlandesas e seus investimentos no exterior, mas não foi totalmente esquecido na Corte. Depois que as brincadeiras de Buckingham em guerras contra a Espanha e a França terminaram em fracasso, ele chamou de novo Baltimore na Corte e por algum tempo considerou contratá-lo para participar das negociações de paz com a Espanha. Embora sua convocação não tenha resultado em um novo cargo, Baltimore aproveitou a ocasião para renovar seus direitos sobre as taxas de importação da seda, que haviam sido cancelados com a morte de Jaime I, e assegurou a bênção de Carlos I para seu empreendimento na "Nova Terra Encontrada".

## Colônia de Avalon (Terra Nova)
Calvert há muito tempo mantinha interesse na exploração e colonização do Novo Mundo, começando com seu investimento de vinte e cinco libras na segunda Companhia da Virgínia em 1609, e alguns meses depois uma quantia mais substancial na Companhia Britânica das Índias Orientais, que ele ampliou em 1614. Em 1620, Calvert comprou terrenos na Terra Nova, de William Vaughan (1575–1641), um escritor e investidor colonial galês, que anteriormente havia fracassado em fundar uma colônia na grande ilha subártica ao largo da costa leste da América do Norte. Ele deu nome à área da península de Avalon, em homenagem ao lendário local onde o cristianismo foi supostamente apresentado à Britânia nos tempos antigos. A fazenda ficava localizada no que hoje é chamado de Península de Avalon e incluía a estação de pesca de "Ferryland". Calvert certamente tinha um projeto de pesca em mente nesta fase.

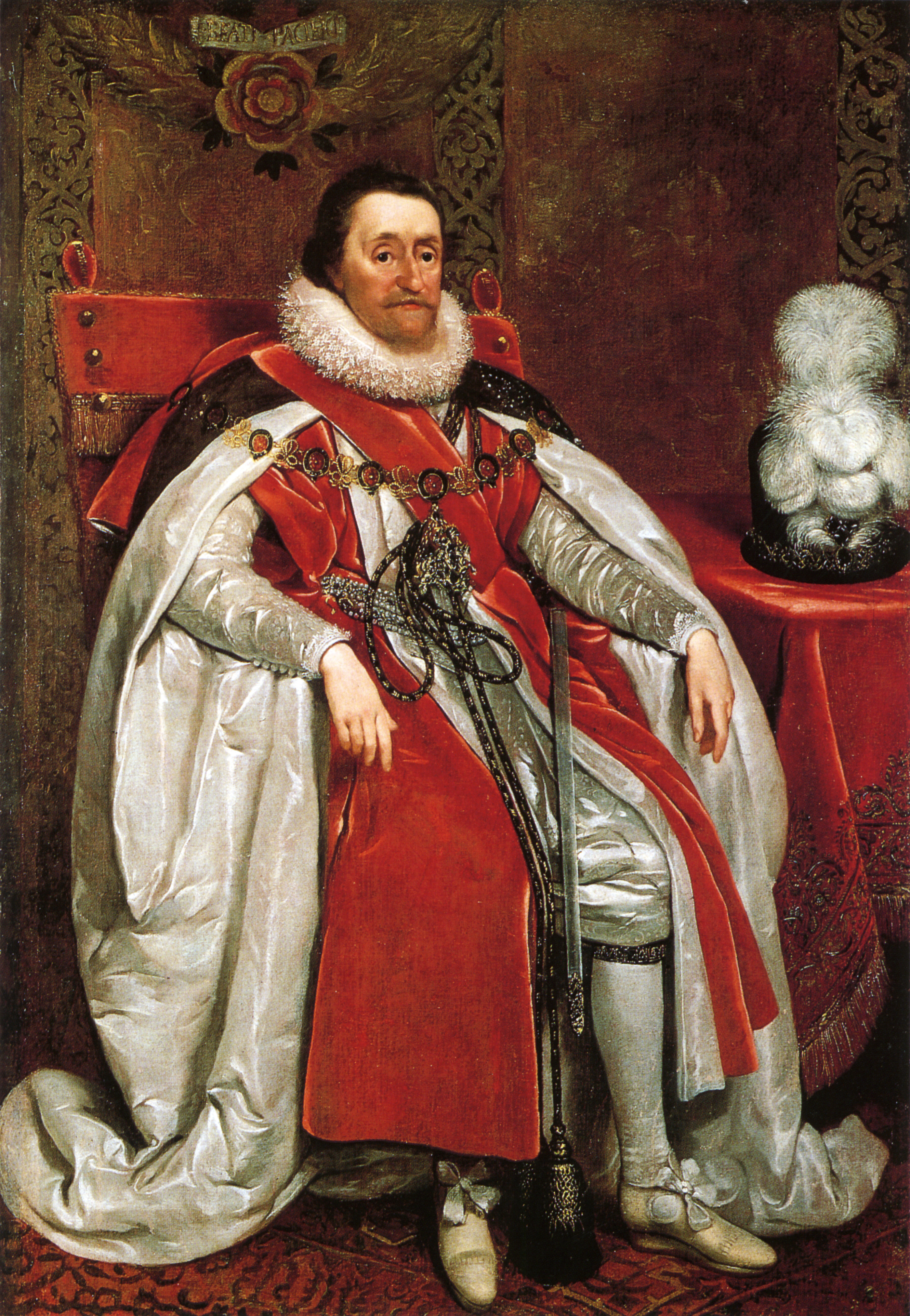
Jaime I, pintura de Daniël Mijtens em 1621. Jaime fez de Calvert o 1.º Barão Baltimore em 1625, em reconhecimento aos serviços prestados à Coroa

Calvert enviou o capitão Edward Wynne e um grupo de colonos galeses para Ferryland, onde desembarcaram em agosto de 1621, e começaram a construir um assentamento. Wynne enviou relatórios animadores sobre o potencial de pesca local e para a produção de sal, cânhamo, linho, alcatrão, ferro, madeira e lúpulo. Wynne também elogiou o clima, declarando: "É melhor e não tão frio quanto o da Inglaterra", e previu que a colônia se tornaria autossuficiente após um ano. Outros corroboraram os relatos de Wynne: por exemplo, o capitão Daniel Powell, que levou mais um grupo de colonos a Ferryland, escreveu: "A terra na qual nosso governador [Calvert e/ou Wynne] plantou é tão boa e acolhedora que, pela quantidade, eu acho que não existe melhor em muitas partes da Inglaterra"; mas ele acrescentou ameaçadoramente que Ferryland era "o porto mais frio da terra". Wynne e seus homens começaram a trabalhar em vários projetos de construção, incluindo uma casa sólida e o escoramento do porto. Para protegê-los contra navios de guerra franceses saqueadores, um perigo novo na área, desde a recente criação da Nova França no interior (o Canadá Inferior dos séculos XVIII e XIX, Província de Quebec e Domínio do Canadá) ao longo do rio São Lourenço, Calvert contratou o pirata John Nutt.
O assentamento parecia estar progredindo tão bem que em janeiro de 1623, Calvert obteve uma concessão do rei Jaime para toda a Terra Nova, embora a permissão fosse logo reduzida para cobrir apenas a península sudeste de Avalon, devido a reivindicações concorrentes de outros colonos ingleses. A Carta final constituiu a província como um "condado palatino", oficialmente intitulado de a "Província de Avalon", sob o governo pessoal de Calvert.
Depois de renunciar ao secretariado real do Estado em 1625, o novo Barão Baltimore deixou claro sua intenção de visitar a colônia: "Pretendo em breve", escreveu ele em março: "Se Deus quiser, uma viagem para a Terra Nova para visitar um assentamento que comecei lá alguns anos atrás". Seus planos foram interrompidos pela morte do rei Jaime I, e pela repressão aos católicos com o qual o rei Carlos I deu início a seu reinado para apaziguar seus oponentes. O novo rei exigiu que todos os concelheiros privados fizessem os juramentos de supremacia e lealdade; e uma vez que Baltimore, como católico, teve que recusar, foi obrigado a renunciar àquele cargo predileto. Dado o novo clima religioso e político, e talvez também para escapar de um grave surto de peste na Inglaterra, Baltimore mudou-se para suas propriedades na Irlanda. Sua expedição à Terra Nova havia zarpado sem ele no final de maio de 1625 sob o comando de Arthur Aston, que se tornou o novo governador provincial de Avalon.
Uma referência de David Rothe, bispo de Ossary, na Irlanda, a uma "Joane [também registrada como Jane] Baltimore agora esposa" de Calvert, revela que Baltimore havia recentemente se casado novamente.
Desde a sua conversão em 1625 em diante, Baltimore teve o cuidado de atender às necessidades religiosas de seus colonos, tanto católicos quanto protestantes. Ele pedira a Simon Stock para providenciar padres para a expedição de 1625, mas os recrutas de Stock chegaram à Inglaterra depois que Aston partiu. As próprias ambições de Stock para a colônia parecem ter excedido as de Baltimore: em cartas à De Propaganda Fide, em Roma, Stock afirmou que o assentamento de Terra Nova poderia servir de trampolim para a conversão de nativos não apenas no Novo Mundo, mas também na China, uma passagem que ele acreditava existir da costa leste até o oceano Pacífico.

## Baltimore em Avalon
Baltimore estava determinado a visitar sua colônia pessoalmente. Em maio de 1626, ele escreveu para Wentworth:
| “ | Terra Nova ... importa-me mais do que apenas uma curiosidade em ver; pois eu preciso ir e estabelecer uma ordem melhor do que a já existente, ou então entregá-la, e perder todos os encargos que eu tive até agora para que outros homens construíssem suas fortunas. E eu preferia ser considerado um tolo por alguns pelo perigo da jornada de um mês, do que para provar a mim mesmo uma certeza de seis anos atrás, se o negócio estivesse agora perdido por alguma falta de um pouco de dores e cuidados. | ” |

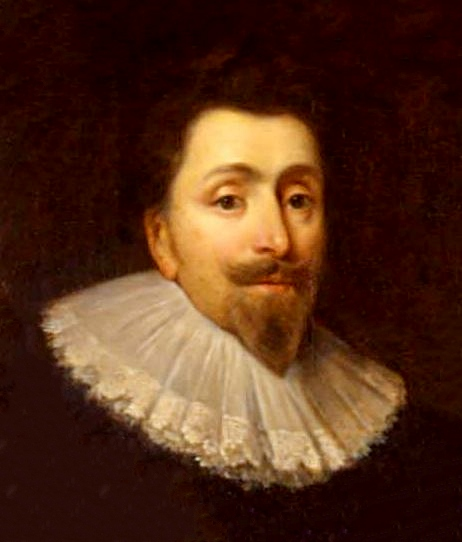
George Calvert, 1.º Lorde Baltimore, por John Alfred Vinter

O regresso de Aston à Inglaterra no final de 1626, juntamente com todos os colonos católicos, não conseguiu dissuadir Baltimore, que finalmente partiu para Terra Nova em 1627, chegando em 23 de julho e ficando apenas dois meses antes de retornar à Inglaterra. Ele levou colonos protestantes e católicos com ele, bem como dois sacerdotes seculares, Thomas Longville e Anthony Pole (também conhecido como Smith), este último ficando na colônia quando Baltimore partiu para a Inglaterra. A terra que Baltimore vira não era de modo algum o paraíso descrito por alguns dos primeiros colonizadores, sendo apenas marginalmente produtivo; como o clima de verão era enganosamente suave, sua breve visita não deu a Baltimore nenhuma razão para alterar seus planos para a colônia.
Em 1628 ele embarcou novamente para a Terra Nova, desta vez com sua segunda esposa Jane, a maioria de seus filhos, e mais 40 colonos, para oficialmente assumir como governador proprietário de Avalon. Ele e sua família mudaram-se para a casa em Ferryland construída por Wynne, uma estrutura considerável para a época, pelos padrões coloniais, e a única no assentamento grande o suficiente para acomodar serviços religiosos para a comunidade.
As questões ligadas à religião atormentavam a estada de Baltimore "nessa parte remota do mundo onde plantei meu nome [sic]". Ele partiu em uma época em que os preparativos militares ingleses estavam em andamento para socorrer os huguenotes em La Rochelle. Ele ficou consternado ao descobrir que a guerra com a França havia se espalhado para a Terra Nova e que ele tinha que passar a maior parte do tempo lutando contra ataques franceses às frotas inglesas de pesca com seus próprios navios, o Dove e o Ark. Como escreveu a Buckingham: "Eu vim para construir, e colonizar, e semear, mas estou disposto a lutar com os franceses [sic]". Seus colonos tiveram tanto sucesso contra os franceses que capturaram vários navios, que escoltaram eles de volta à Inglaterra para ajudar no esforço de guerra. Baltimore recebeu a garantia de um dos navios para ajudar em sua defesa da colônia, bem como uma parte do dinheiro do prêmio.
Adotando uma política de livre culto religioso na colônia, Baltimore permitiu que os católicos utilizassem uma parte de sua casa e os protestantes a outra para seus ritos religiosos. Esse arranjo inovador provou ser demais para o padre anglicano residente, Erasmus Stourton - "aquele patife Stourton", como Baltimore se referia a ele - que, após discussões com Baltimore, foi colocado em um navio para a Inglaterra, onde não perdeu tempo em relatar tais práticas de Baltimore às autoridades, queixando-se de que os padres católicos Smith e Hackett faziam missa todos os domingos e "usavam todas as outras cerimônias da Igreja de Roma da maneira mais ampla que é usada em Spayne [sic]". e que Baltimore batizou à força o filho de um protestante como católico. Embora as queixas de Stourton tenham sido investigadas pelo Conselho Privado, devido ao apoio de Baltimore nos altos escalões, o caso foi arquivado
Baltimore ficou desencantado com as condições do "país deste mundo" e escreveu a seus velhos conhecidos na Inglaterra, lamentando seus problemas. O golpe final em suas esperanças ocorreu no inverno da Terra Nova de 1628-1629, que só terminou em maio. Como outros antes deles, os residentes de Avalon sofreram terrivelmente com o frio e com a desnutrição. Nove ou dez da companhia de Baltimore morreram naquele inverno e, com metade dos colonos doentes ao mesmo tempo, sua casa teve que ser transformada em hospital. O mar congelou e nada cresceu antes de maio. "Tis not terra Christianorum", escreveu Baltimore a Wentworth. Ele confessou ao rei: "Eu encontrei ... também paguei caro a experiência [que os outros homens] sempre esconderam de mim ... que há uma triste face do inverno por toda esta terra".
Baltimore solicitou uma nova permissão ao rei. Para fundar uma colônia alternativa em um clima menos hostil mais ao sul, ele pediu "um distrito" na Virgínia, onde poderia cultivar tabaco Ele escreveu para seus amigos Francis Cottington e Thomas Wentworth pedindo seu apoio a essa nova proposta, admitindo a impressão que seu abandono de Avalon poderia fazer na Inglaterra: "Vou causar uma grande quantidade de falatórios e discursos e ser censurado pela maioria dos homens [sic]". O rei, talvez guiado pelos amigos de Baltimore na Corte, respondeu expressando preocupação pela saúde de Baltimore e gentilmente aconselhando-o a esquecer esquemas coloniais e retornar à Inglaterra, onde seria tratado com todo o respeito: "Homens de sua condição e criação são mais aptos para outros empreendimentos do que a implantação de novas colônias, que geralmente têm início rude e trabalhoso, e exigem grandes recursos financeiros para administrá-las, o que normalmente uma pessoa privada não pode alcançar".
Baltimore enviou seus filhos para a Inglaterra em agosto. No momento em que a carta do rei chegou a Avalon, ele partiu com sua esposa e servos para a Virgínia.

## Tentativa de encontrar uma colônia no médio-Atlântico
No final de setembro ou outubro de 1629, Baltimore chegou a Jamestown, onde os virginianos, que suspeitavam de projetos em alguns de seus territórios e se opunham veementemente ao catolicismo, deram-lhe uma recepção fria. Eles deram a ele os juramentos de supremacia e lealdade, os quais ele se recusou a aceitar, então eles ordenaram que ele fosse embora. Após não mais do que algumas semanas na colônia, Baltimore partiu para a Inglaterra para buscar a nova concessão, deixando sua esposa e criados para trás. No início de 1630 ele conseguiu um navio para buscá-los, mas ele afundou na costa da Irlanda, e sua esposa morreu afogada. Baltimore se descreveu no ano seguinte como "muito tempo eu mesmo um Homem das Dores".
Baltimore passou os últimos dois anos de sua vida constantemente fazendo lóbi por sua nova carta de permissão, embora os obstáculos tenham sido difíceis. Os virginianos, liderados por William Claiborne, que navegou para a Inglaterra para defender o caso, fizeram campanha agressiva contra a colonização separada do Chesapeake, alegando que possuíam os direitos daquela área. Baltimore estava com falta de capital, tendo esgotado sua fortuna, e às vezes era forçado a depender da ajuda de seus amigos. Para piorar a situação, no verão de 1630 sua família foi infectada pela peste, a qual ele sobreviveu. Ele escreveu para Wentworth: "Bendito seja Deus por ter-me preservado do naufrágio, fome, escorbuto e pestilência ..."
Sua saúde declinou, a persistência de Baltimore para obter a carta de concessão finalmente valeu a pena em 1632. O rei primeiro lhe concedeu um local ao sul de Jamestown, mas Baltimore pediu ao rei que reconsiderasse em resposta à oposição de outros investidores interessados em instalar nas novas terras da Carolina uma plantation de cana-de-açúcar. Baltimore posteriormente comprometeu-se em aceitar limites redesenhados ao norte do rio Potomac, em ambos os lados da baía de Chesapeake. A carta estava prestes a ser aprovada quando Baltimore morreu aos 52 anos idade em seu aposentos em Lincoln's Inn Fields, em 15 de abril de 1632. Cinco semanas depois, em 20 de junho de 1632, a carta para Maryland foi aprovada.

## Legado

A bandeira do estado de Maryland é formada pelos escudo de armas de Baltimore (Calvert, a família de seu pai, no primeiro e no quarto quadrante, e Crossland, a família de sua mãe, no segundo e terceiro).

Em seu testamento, escrito no dia anterior à sua morte, Baltimore implorou a seus amigos Wentworth e Cottington que atuassem como guardiões e supervisores de seu primeiro filho Cecil, que herdou o título de Lorde Baltimore e a concessão iminente de Maryland. As duas colônias de Baltimore no Novo Mundo continuaram sob a propriedade de sua família. Avalon, que permaneceu sendo um local privilegiado para a salga e exportação de pescado, foi expropriada por David Kirke, com uma nova carta real que Cecil Calvert contestou vigorosamente, e foi finalmente absorvida pela Terra Nova em 1754. Embora o empreendimento falido de Baltimore em Avalon tenha marcado o fim de uma era inicial de tentativas de colonização proprietária, lançou as bases sobre quais assentamentos permanentes se desenvolveram naquela região da Terra Nova.
Maryland se tornou uma importante colônia exportadora de tabaco no médio-Atlântico e, por algum tempo, um refúgio para colonos católicos, como George Calvert esperava. Sob o governo dos Lordes Baltimore, milhares de católicos britânicos emigraram para Maryland, estabelecendo algumas das mais antigas comunidades católicas no que mais tarde se tornou os Estados Unidos. O governo católico em Maryland acabou sendo anulado pela retomada do controle real sobre a colônia.
Cento e quarenta anos depois de seu primeiro assentamento, Maryland juntou-se a outras doze colônias britânicas ao longo da costa do Atlântico, declarando sua independência do domínio britânico e o direito à liberdade de religião para todos os cidadãos nos novos Estados Unidos.